# Prehistorický park
Prehistorický park (v anglickém originále Prehistoric Park) je šestidílná fiktivně-dokumentární série, částečně navazující na populární sérii Putování s dinosaury. Premiéra dokumentu proběhla na britské televizní stanici ITV v roce 2006. Každá ze šesti epizod má délku kolem 1 hodiny (i s reklamními přestávkami). Vypravěčem je v anglickém originále David Jason. Pozornost zaujal také soundtrack Daniela Pembertona, vypuštěný na iTunes v srpnu roku 2007.
Hlavní postavou dokumentu je přírodovědec Nigel Marven, který se v každém díle vypraví časovým portálem do jiného období pravěku a snaží se zde zachránit a do současnosti přemístit některé z vyhynulých živočichů. Setká se tak například s tyrannosaurem, triceratopsem, mamutem, mikroraptorem, artropleurou a dalšími dávnými tvory (více v seznamu níže). V současnosti je pro ně již připraven Prehistorický park, ve kterém jsou tito tvorové zachováni a je jim umožněno žít v prostředí co nejpodobnějším jejich vlastnímu. Kromě Nigela jsou hlavními postavami ještě správce parku Bob (Rod Arthur) a veterinářka Suzanne (Suzanne McNabb), která své znalosti uplatňuje při péči o vyhynulé tvory, přivezené do parku (např. mamuti). V některých epizodách se objevují ještě další postavy, které však nejsou pro děj příliš významné (Saba, Ben, Bill a Jim).
Na konci poslední série Nigel plánuje další výpravy do pravěku. Zdá se tedy být pravděpodobné, že série bude v budoucnu pokračovat.
Filmové scény byly natáčeny na mnoha místech světa, včetně Yukonu, Floridy, Chile, Nového Zélandu, Brazílie nebo Austrálie. Téměř všechna pravěká zvířata i část jejich prostředí jsou však dílem počítačových animátorů.

## Seznam zvířat z dokumentu
- Triceratops horridus (samec jménem Theo)
- Ornithomimus (nejméně 13 jedinců obojího pohlaví)
- Tyrannosaurus rex (sourozenci jménem Terence and Matilda)
- Mammuthus primigenius (samice jménem Martha)
- Elasmotherium (jeden samec)
- Microraptor (nejméně 4 jedinci)
- Titanosaurus (devět jedinců)
- Phorusrhacos (jeden samec)
- Smilodon (jeden samec a samice)
- Meganeura (jeden samec)
- Pulmonoscorpius (jeden, pohlaví neznámé)
- Arthropleura (jeden samec)
- Deinosuchus (jedna samice)
- Troodon (jeden samec)

Kromě těchto vyhynulých tvorů z různých geologických období se v dokumentu objevují také četní zástupci současné fauny (např. slon africký, gepard, krokodýl nilský, želvy, papoušci a chameleoni).

## Seznam dalších zvířat z prehistorie
- Nyctosaurus (ptakoještěr, v 1. a 6.díle)
- Medvěd jeskynní (2.díl)
- Mei (teropodní dinosaurus, 3.díl)
- Incisivosaurus (teropodní dinosaurus, 3.díl)
- Eosipterus (ptakoještěr, 3.díl)
- Toxodon (kopytnatý savec, 4.díl)
- Crassigyrinus (praobojživelník, 5.díl)
- Parasaurolophus (ornitopodní dinosaurus, 6.díl)
- Albertosaurus (teropodní dinosaurus, 6.díl)